# 北岙岭墓前石刻
北岙岭墓前石刻是浙江省宁波市鄞州区东钱湖镇一处南宋墓前石刻遗迹，位于横街村吉祥安乐山北岙岭公路彩坑段旁，可能为南宋丞相史浩及其子孙墓地神道碑碑座。石刻现尚存赑屃和残碑。其中赑屃头部已损，阴刻龟背纹和腿上鳞纹尚存。残碑风化严重，残长3.4米，宽2米，厚0.35米。2023年9月1日公布为宁波市文物保护单位。